# Borovnice (Žďár nad Sázavou-i járás)
Borovnice település Csehországban, a Žďár nad Sázavou-i járásban. Borovnice Spělkov, Daňkovice, Jimramov, Javorek, Nový Jimramov, Korouhev és Telecí településekkel határos. Lakosainak száma 178 fő (2024. január 1.).

## Népesség
A település lakosságának változását az alábbi diagram mutatja:
| Lakosok száma | 523  | 575  | 524  | 383  | 270  | 197  | 182  | 190  | 182  | 178  |
|               | 1869 | 1890 | 1921 | 1950 | 1980 | 2001 | 2017 | 2019 | 2022 | 2024 |